# アダム M-309
アダム M-309
駐機中のM-309（2001年）
- 用途：試作機
- 分類：ビジネス機
- 設計者：バート・ルータン、スケールド・コンポジッツ
- 製造者：スケールド・コンポジッツ
- 運用者：アダム・エアクラフト・インダストリーズ
- 初飛行：2000年3月21日[1]
- 生産開始：1999年8月[1]
- 運用開始：2000年4月5日[1]
- 運用状況：退役、展示中
- ユニットコスト：予価695,000US$[2]

アダム M-309（Adam M-309）は、アメリカ合衆国のアダム・エアクラフト・インダストリーズの試作機。コンセプト実証機として設計・製造をバート・ルータンとスケールド・コンポジッツが行った。これに続く実用ビジネス機がアダム A500である。
開発は、1999年5月設計開始から、2000年3月21日の初飛行、4月5日の公開まで1年以内で達成した。アダム・エアクラフト・インダストリーズは、この機体を初期の10機を695,000US$、次の10機を725,000US$で販売する予定であった。
名称の「309」はバート・ルータンによる309番目の設計であることに由来するものである。2001年にはより実態を反映させた名称を求めて、アダム・エアクラフト・インダストリーズは公募を行った。これによって、決定した名称がカーボンエアロ（CarbonAero）であるが、生産型には引き継がれず単にA500と呼ばれる結果となった。
2003年までに実用機を納入する計画であったが、実用機は発展型のアダム A500となった。M-309はその後、ウィングス・オーバー・ザ・ロッキーズ航空宇宙博物館にて展示されている。

## 機体構造
機体の前後にエンジンを搭載する、プッシュプル方式 (航空機)である。この構造は、通常の並列配置よりも空力に優れ、同軸に配置することで1基のエンジンが故障した場合の非対称性を防ぐものであった。エンジンにはテレダイン・コンチネンタルTSIO 550を採用し、実用機ではこれをFADEC化する構想であった。プロペラは、ハーツェル・プロペラの3翅のものであった。
主翼、ツインブーム式の水平尾翼、方向舵、昇降舵などの主要パーツの一部は単一の部品として製造され、接合を行わないことによって軽量化や構造の強化をもたらした。素材としては炭素複合材が使用されている。降着装置は機体前方のノーズギアと、ツインブームに主脚が配置された三脚式引込脚で、トレーリングアーム式サスペンションを備えていた。
乗員・乗客計6人が搭乗可能な機内は与圧されているが、機体前方に位置する貨物室は、与圧されなかった。

## 要目
出典: 
諸元
- 乗員: 1
- 定員: 乗客5、乗員1
- 全長: 10.5m （34.5ft）
- 全高: 2.9m （9.5ft）
- 翼幅: 13m（42ft）
- 有効搭載量: 1,000kg （2,300lbs）
- 動力: テレダイン・コンチネンタルTSIO 550（英語版） レシプロエンジン、260kW （350hp）   × 2

性能
- 巡航速度: 396km/h  220ノット
- 失速速度: 140.4km/h  75ノット
- 航続距離: 2,778km （1,500nm）
- 実用上昇限度: 7,600m （25,000ft）